# Anthony Brummelkamp (1811-1888)
Anthony Brummelkamp (Amsterdam, 14 oktober 1811 - Kampen, 2 juni 1888), studeerde theologie te Leiden (1830-1834), was een Nederlands predikant in de Nederlandse Hervormde Kerk te Hattem en was in 1834 een van de voormannen in de Afscheiding.
Vanaf de oprichting van de Theologische school, de theologische school van de Christelijke Afgescheiden Gemeenten was hij hier hoogleraar. Hij was de vader van de predikant, journalist en Tweede Kamerlid Anthony Brummelkamp jr.
Brummelkamp preekte ook na de afscheiding wel eens in een Hervormde kerk. Hij was van oordeel dat je de waarheid incidenteel ook mocht brengen in een kerk, waarvan je geen lid was, als je maar vrijheid van spreken had.